# Ропотан, Сергей Александрович
Серге́й Алекса́ндрович Ропота́н (род. 24 декабря 1961, с. Суклея, Слободзейский район, Молдавская ССР) — подполковник ВВС РФ, участник Афганской войны, войны в Абхазии, Гражданской войны в Таджикистане, Первой и Второй чеченской войны, Герой Российской Федерации (2000). Заместитель командира по лётной подготовке 461-го штурмового авиационного полка 1-й гвардейской ордена Ленина дважды Краснознаменной орденов Суворова и Кутузова штурмовой авиационной дивизии 4-й воздушной армии. Военный лётчик — снайпер.

## Биография
Родился 24 декабря 1961 года в селе Суклея Слободзейского района Молдавской ССР. Отец — молдаванин, мать — белоруска.
После семья переехала в Белоруссию, в Гомель, где Сергей окончил местную среднюю школу и СПТУ, после чего устроился на завод, одновременно окончив авиаклуб ДОСААФ.
- В 1980 году поступил на службу в Военно-воздушные силы;
- В 1984 году окончил Ейское высшее военное авиационное училище лётчиков. Служил в авиационных частях штурмовой авиации в Прикарпатском военном округе и в Группе советских войск в Германии, где последовательно был повышен в должностях: лётчик, старший лётчик, заместитель командира штурмовой авиационной эскадрильи по политической части;
- В 1986—1987 годах — участник Афганской войны, совершил около 300 боевых вылетов;
- В 1992—1993 годах — участник войны в Абхазии и Гражданской войны в Таджикистане;
- С 1993 года — заместитель командира по летной подготовке 461-го штурмового авиационного полка 1-й штурмовой авиадивизии 4-й воздушной армии (полк дислоцирован в Краснодаре);
- В 1995 году окончил Военно-воздушную Академию имени Ю. А. Гагарина;
- В 1994—1996 годах — участник первой чеченской войны, совершил свыше 600 боевых вылетов против незаконных вооруженных бандформирований.
- В 1999 году — участник боевых действиях в Дагестане и второй чеченской войны. Совершил сотни боевых вылетов на уничтожение техники и укрепленных пунктов боевиков, нанес им значительный урон.

Указом Президента Российской Федерации от 10 марта 2000 года за мужество и героизм, проявленные в ходе контртеррористической операции в Северно-Кавказском регионе, подполковнику Ропотану Сергею Александровичу присвоено звание Героя Российской Федерации с вручением медали «Золотая звезда». Награда была вручена 28 марта 2000 года в Большом Кремлёвском дворце.
Продолжает службу в российской армии. Участник регионального общественного Фонда поддержки Героев Советского Союза и Героев Российской Федерации.
Награждён советскими орденами Красной Звезды, «За службу Родине в Вооруженных Силах СССР» III степени, российским орденом Мужества, медалями, а также иностранными наградами: медалью «От благодарного афганского народа» (Афганистан), орденом Леона (Абхазия).